# Seydou Aboubacar
Seydou Aboubacar (Niamey, Níger, 9 de mayo de 1994), es un baloncestista con nacionalidad nigerina que mide 2.08 y cuyo equipo es el Coto Córdoba CB de la Segunda FEB. Juega en la posición de pívot.

## Carrera deportiva
Aboubacar nació en Niamey, capital de Níger, aunque de joven se trasladó a Costa de Marfil para formarse como jugador de baloncesto. Con la nacionalidad bajo el brazo, el joven pívot disputó el Afrobasket 2015 con la selección marfileña.
Debutó en la liga ACB con el Bilbao Basket en la 9.ª jornada de la Liga ACB 2015-16 contra el Club Baloncesto Fuenlabrada, convirtiéndose en el primer jugador nacido en Níger en debutar en Liga Endesa, jugando 7 minutos, en los que ha podido aportar 2 puntos y 4 rebotes para 2 de valoración.
Una baja ha permitido que el joven pívot, que habitualmente juega en el vinculado Zornotza, de LEB Plata, tuviese su oportunidad en la Liga Endesa, como ya hiciera en Eurocup ante el Telekom Bonn.
Durante la temporada 2016/17, se compromete con el Club Estudiantes Lugo, club vinculado al Club Baloncesto Breogán, participando en los partidos en la competición de Liga EBA, alternando entrenamientos con el Club Baloncesto Breogán.
En agosto de 2017, firma con el Club Baloncesto Plasencia para disputar la temporada en LEB Plata.
Tras su paso por Extremadura, juega las siguientes temporadas 2018-19 y 2019-20 en LEB Oro, militando en las filas del Club Baloncesto Ciudad de Valladolid.
En julio de 2020, se compromete con el Club Baloncesto Breogán de la Liga LEB Oro.
El 22 de diciembre de 2021, firma con el Club Ourense Baloncesto de la Liga LEB Plata. Al término de la temporada lograría el ascenso a la Liga LEB Oro, donde jugaría en la temporada 2022-23 promediando 6,5 puntos y 3,9 rebotes por partido para valorar 6,6.
El 27 de diciembre de 2023, firma por el TAU Castelló de la Liga LEB Oro.
El 23 de enero de 2024, tras acabar su contrato con TAU Castelló, firma por el FC Cartagena Baloncesto de la Liga LEB Plata.
El 5 de septiembre de 2024, firma por las Abejas de León de la Liga Nacional de Baloncesto Profesional de México.
El 30 de enero de 2025, regresa a España y firma por el Coto Córdoba CB de Segunda FEB.

## Trayectoria
- CB Piélagos (2011-2012)
- CB Prat (2012-2013)
- Club Deportivo Maristas Palencia (2013-2014)
- Zornotza Saskibaloi Taldea (2014-2015)
- Bilbao Basket (2015-2016)
- Club Estudiantes Lugo (2016-2017)
- CB Plasencia  (2017-2018)
- Club Baloncesto Ciudad de Valladolid (2018-2020)
- Club Baloncesto Breogán (2020-2021)
- Club Ourense Baloncesto (2021-2023)
- TAU Castelló (2024)
- FC Cartagena Baloncesto (2024)
- Abejas de León (2024-2025)
- Coto Córdoba CB (2025-act.)